# Миронов, Николай Иванович
Николай Иванович Миронов (25 мая 1925 года — 1943) — подпольщик Великой Отечественной войны, участник антифашистской организации «Молодая Гвардия».

## Биография
Николай Миронов родился 25 мая 1925 года в селе Курячовка, Марковского района, Ворошиловградской области в семье крестьянина. Мать Николая — Ксения Дмитриевна.
Летом, после окончания школы, работал в совхозе[значимость факта?]. В июле пытался эвакуироваться в тыл, но не успел. Николай устроился на работу на шахту № 1 в посёлке Краснодон, где познакомился с членами подпольной группы.
В сентябре 1942 года Николай Сумской — хороший друг Коли Миронова — по поручению штаба «Молодой гвардии» предложил Миронову организовать подпольную группу в посёлке Семейкино. Миронов с охотой принял это предложение и сформировал в посёлке группу подпольщиков, в которую входили: Павел Палагута и Вася Ткачёв. Им помогали девушки: комсомолка Надя Щербакова и телеграфистка Фаина Лодкина.
16 января 1943 года Николай Миронов был арестован. Из Семейкинской полицейской управы он был отправлен в село Красное, а затем в Новосветловку. После допросов и пыток был расстрелян на территории Краснодонского района (по другим данным — Ново-Светловского) в январе 1943 года. Место гибели и захоронения не установлено.

## Награды
Посмертно награждён медалью «Партизану Отечественной войны» 1-й степени.